# Творець Всесвіту
Творець Всесвіту (англ. The Universe Maker) – науково-фантастичний роман канадського та американського письменника Альфреда Елтона ван Вогта опублікований  1953 року.
Написаний на основі його оповідання "The Shadow Men" (1950).

## Сюжет
Мортон Каргілл, ветеран Корейської війни, випадково вбиває дівчину на ім'я Марі, перебуваючи за кермом у нетверезому стані. Він тікає з місця події. Через рік він отримує листа від дівчини з проханням зустрітися. Це віддалений нащадок Марі із майбутнього, яка страждає на спадкову форму неврозу, який мандрівники в часі, яких називають «Тіні», простежили до його необережного злочину. Єдина терапія, яка може її вилікувати, це стати свідком його вбивства. Потім він прокидається через 400 років у майбутньому у Місті Тіней, щоб бути страченим.
Він втікає за допомогою Ен Ріс, яка представляє групу «Твінерів», організовану Тінню на ім'я Граніс. Граніс бажає, щоб Твінери напали та знищили Місто Тіней. Через підозри проти Твінерів, Каргіл під час порятунку втікає до лісу, де його схоплюють футуристичні кочівники або «трейлерне сміття» під назвою «Планіаки», які живуть у дрейфуючих в повітрі будинках.
Планіаки відкинули цивілізацію та її нестерпний психологічний тиск. Їхні літаючі «будинки» надаються та ремонтуються Тінями, і вони живуть безцільним життям, мандруючи з місця на місце, час від часу зупиняючись, щоб порибалити.
Граніс з'являється серед Планіаків, щоб захопити Каргіла. Той втікає, спокушаючи дочку свого тюремника, Лелу Буві, і викрадаючи «будинок». Він проводить кілька місяців як кочівник і починає організовувати революцію серед них, але його знову схоплюють Тіні та відправляють назад у часі в ту ж ніч, коли він утік.
Ен Ріс, агент Твінерів, знову звільняє його, привозить у своє місто, де його гіпнотично програмують. У нього немає іншого вибору, окрім як увійти в місто Тіней і вимкнути його оборонне енергетичне поле, щоб повітряний наліт міг знищити Тіней.
Твінери - це Планіаки, які намагалися приєднатися до Тіней, але не змогли пройти їхні випробування. Вони планують знищити Тіней та змусити Планіаків покинути їхнє кочове існування та повернутися до праці.
Каргіл консультує Твінерів, як організувати військово-повітряні сили, він знову спокушає свого тюремника (цього разу — Ен Ріс) і знову починає організовувати повстання серед своїх викрадачів, сподіваючись, що воно зупинить невиправданий майбутній напад на Тіней.
Тіні — це надлюди, здатні подорожувати в часі, проходити крізь стіни та оживляти мертвих. Опинившись у їх місті, Каргіл проходить під гіпнозом навчання Тіней. Каргілл є свідком святкування результатів виборів: Тіні обирають своїх лідерів заднім числом у часі, голосуючи лише після закінчення терміну повноважень лідера. На свій подив і жах, Каргіл виявляє, що він новий лідер.
Лідером Тіней є Граніс; Тепер Каргіл — Граніс. Він здійснює подорожі назад у часі, щоб організувати різноманітні змови серед Твінерів і Планіаків, які привели його сюди. Будучи вбитим і воскреслим із мертвих, він згадує, що він та всі інші учасники життєвої сили космосу створили всесвіт як гру та стали прив'язаними до нього та до його трагедій через свої психологічні обмеження: жадібність створює час, бажання помсти породжує смерть тощо. Каргіл-Граніс виявляє, що він невинний у смерті Марі, але тепер повинен організувати цю смерть, щоб запобігти парадоксу часу, який інакше знищив би Всесвіт.

## Ідеї
- В творі одна з перших згадок електронних сигарет, мікрохвильових печей, сонячних батарей.